# Marc Paquien
Marc Paquien, né en 1968, est un metteur en scène français de théâtre et d'opéra.

## Biographie
Marc Paquien est élève au lycée Molière (à Paris). Après des études en lettres supérieures, il s'est dirigé vers le théâtre. Stagiaire de l'Institut Nomade de la mise en scène, il a suivi l’enseignement de Krystian Lupa lors d’une session à Cracovie sur Le Maître et Marguerite de Mikhaïl Boulgakov.
Pédagogue, il a enseigné à l'ENSATT (Lyon), l'EPSAD (Lille), l'ESTBA (Bordeaux), ainsi qu'à Paris X Nanterre, à l'Ecole Supérieure de Théâtre de Lausanne Les Teintureries, au MKHAT à Moscou.

## Metteur en scène
- 2002 : L’Intervention de Victor Hugo, Les Nuits de Fourvière, 2004 : Théâtre de Sartrouville
- 2002 : La Trahison orale de Maurizio Kagel, avec l’Orchestre national de Lyon, Théâtre des Célestins
- 2004 : La Mère de Stanislaw Witkiewicz, Théâtre Gérard Philipe
- 2004 : Face au mur et Cas d’urgence plus rares de Martin Crimp, Théâtre national de Chaillot
- 2006 : Le Baladin du monde occidental de John Millington Synge, Théâtre national de Chaillot, Théâtre Vidy-Lausanne, tournée en France et en Suisse
- 2006 : Les Aveugles de Xavier Dayer d’après Maurice Maeterlinck, Théâtre Gérard Philipe, Almeida Theatre Londres. Production de l'Atelier lyrique de l'Opéra national de Paris.
- 2006 : La Dispute de Marivaux, Festival des Nuits de la Bâtie, Théâtre de la Croix-Rousse, 2007 : MC93 Bobigny, Théâtre de la Criée, tournée
- 2007 : L’Assassin sans scrupules de Henning Mankell, Festival Odyssées 78 Jeune Public, 2008 : Théâtre de la Commune, tournée
- 2009 : La Ville de Martin Crimp, création en France, Théâtre des Célestins, Théâtre des Abbesses, Théâtre national de Bordeaux en Aquitaine, Théâtre du Nord, Théâtre des Célestins, tournée
- 2009 : Le Mariage secret de Domenico Cimarosa, MC93 Bobigny. Production de l'Atelier Lyrique de l'Opéra national de Paris.
- 2009 : Les affaires sont les affaires d'Octave Mirbeau, Comédie-Française Théâtre du Vieux-Colombier
- 2010 : Personal Jesus de Tanguy Viel. Le Grand T Nantes.
- 2010 : Splendid's de Jean Genet, MKHAT Théâtre d'Art de Moscou, dans le cadre de l'Année France-Russie 2010.
- 2011 : Les Femmes savantes de Molière, scène nationale de Sète, Le Quartz Brest, Célestins Théâtre de Lyon, tournée en France...
- 2011 : Les affaires sont les affaires d'Octave Mirbeau, Comédie-Française Théâtre du Vieux-Colombier reprise
- 2011 : L'Heure espagnole opéra de Maurice Ravel, Maison de la Musique Nanterre, Théâtre Impérial de Compiègne. Production de l'Atelier Lyrique de l'Opéra national de Paris.
- 2012 : Oh les beaux jours de Samuel Beckett, Théâtre de la Madeleine, création à La Coursive scène nationale de La Rochelle, tournée en France
- 2012 : Les Femmes savantes de Molière, reprise au Théâtre de la Tempête-Paris, tournée en France
- 2012 : La Voix humaine de Jean Cocteau, Studio-Théâtre de la Comédie-Française.
- 2012 : Antigone de Jean Anouilh, Comédie-Française Théâtre du Vieux-Colombier.
- 2012 : Molly Bloom d'après Ulysse de James Joyce, en collaboration avec Anouk Grinberg et Blandine Masson, Théâtre des Bouffes du Nord.
- 2013 : La Locandiera de Carlo Goldoni, création au Théâtre de Carouge - Atelier de Genève, tournée en France et en Belgique, reprise au Théâtre de L'Atelier - Paris
- 2013 : Oh les beaux jours de Samuel Beckett, reprise au Théâtre de l'Atelier
- 2013 : Et jamais nous ne serons séparés de Jon Fosse, création en France, Théâtre de L'Œuvre
- 2013 : Antigone de Jean Anouilh, Comédie-Française Salle Richelieu
- 2014 : Molly Bloom d'après Ulysse de James Joyce, en collaboration avec Anouk Grinberg et Blandine Masson, Théâtre des Bouffes du Nord.
- 2014 : Flaubert et Voltaire, opéra de Philippe Fénelon, Création mondiale, Festival Castell de Peralada, Espagne.
- 2014 : Antigone de Jean Anouilh, Comédie-Française, Salle Richelieu
- 2015 : Oh les beaux jours de Samuel Beckett, tournée au Canada, Montréal Théâtre du Nouveau Monde, Québec Théâtre de la Bordée.
- 2015 : Le silence de Molière de Giovanni Macchia, création au Théâtre Liberté-Toulon, tournée en France, Printemps des Comédiens
- 2015 : La Révolte de Villiers de l'Isle-Adam, Théâtre des Bouffes du Nord
- 2015 : Les Voisins de Michel Vinaver, Théâtre Poche-Montparnasse
- 2015 : Les Fourberies de Scapin de Molière, tournée en France
- 2016 : Constellations de Nick Payne, Théâtre du Petit Saint-Martin
- 2016 : Le silence de Molière de Giovanni Macchia, Théâtre de la Tempête-Paris
- 2016 : Pasionaria, d'après Pablo Neruda et Miguel Hernandez, Théâtre de Nîmes
- 2017 : Phèdre, opéra de Jean-Baptiste Lemoyne, Théâtre de Caen, Théâtre des Bouffes du Nord, Festival Palazetto Bru-Zane
- 2018 : Birgit Garantie UE de Rémi de Vos, Schauspiel Stuttgart
- 2019 : Il Mondo della Luna de Joseph Haydn, livret de Carlo Goldoni, Conservatoire National Supérieur de Musique et de Danse de Paris
- 2019 : Cendrillon, opéra de Nicolo Isouard, Opéra de Saint-Etienne
- 2019 : Du ciel tombaient des animaux de Caryl Churchill, Théâtre Montansier Versailles, Théâtre du Rond-Point

## Réalisateur radio
- 2013 : Trois surprises à bord du Bahnhof Zoo de Manuel Piolat Soleymat, enregistrement à Théâtre Ouvert pour France Culture, en collaboration avec Jacques Taroni.
- 2014 : Nausicaa de James Joyce, enregistrement au Théâtre des Bouffes du Nord pour France Culture, en collaboration avec Blandine Masson.

## Distinctions
- Prix du Syndicat de la critique 2004 : Prix de la révélation théâtrale de l'année pour La Mère et Face au Mur
- Molières 2006 : nomination au grand prix spécial du jury théâtre public en région pour Le Baladin du monde occidental
- Molières 2011 : nomination au Molière des compagnies pour Les Femmes savantes, Compagnie l’Intervention
- 2012 : finaliste du prix Laurent-Terzieff du Syndicat de la critique (meilleur spectacle présenté dans un théâtre privé) pour Oh les beaux jours .
- Globes de cristal 2014 : nomination de La Locandiera dans la catégorie "Meilleure pièce de théâtre"